# Kristine Mann
Kristine Mann (29 de agosto de 1873-1945) fue una médica y una de las primeras analistas junguianas estadounidenses, que dedicó su vida a la salud de las mujeres y cofundó el Club de Psicología Analítica de Nueva York.

## Biografía
Kristine Mann, hija del pastor swedenborgiano, el reverendo Charles Mann, dedicó el trabajo de su vida a la salud de la mujer y a la psicología analítica del psiquiatra y psicólogo suizo Carl Gustav Jung.
De 1920 a 1922, Mann y Eleanor Bertine viajaron a Londres y Zúrich para estudiar con Jung. Cuando regresaron a Nueva York establecieron sus propias prácticas, convirtiéndose en los segundos y terceros analistas junguianos en tratar pacientes en los Estados Unidos.
Kristine Mann, Mary Esther Harding y Eleanor Bertine pasaban los veranos en la ancestral comunidad veraniega de Mann en la isla Bailey (Maine), donde establecían sus prácticas en el verano y atendían a pacientes de todas partes de los Estados Unidos. En 1936, Jung viajó allí para presentar su seminario de la isla Bailey, el primero de sus dos seminarios estadounidenses sobre símbolos oníricos. El segundo, conocido como seminario de Nueva York, se llevó a cabo en esta ciudad un año después en el apartamento de Mann. Los contenidos de los seminarios se publicaron integrados en el duodécimo volumen de la Obra completa de Jung como «Simbolos oníricos del proceso de individuación». Posteriormente, los seminarios íntegros fueron editados por Philemon Foundation en 2019.
Las tres médicas eran un trío poderoso. En 1936 crearon el Club de Psicología Analítica de Nueva York y dirigieron activamente los programas educativos allí. A su muerte en 1945, Mann dejó su biblioteca personal al Club, lo que constituyó la creación de la Biblioteca Kristine Mann que ahora es la colección más extensa de psicología analítica en el mundo.

## Obra
- Kristine Mann, "Thousands of 'Well' Women Pay for Training Health Center", New York Times, Section 8, Page 15 (1 de abril de 1923)
- Kristine Mann, "The Shadow of Death", Papers of the Analytical Psychology Club of New York, 4 (1940)
- Kristine Mann, "The Self-Analysis of Emanuel Swedenborg", Papers of the Analytical Psychology Club of New York, 4 (1940)